# 게르마니아 (의인화)

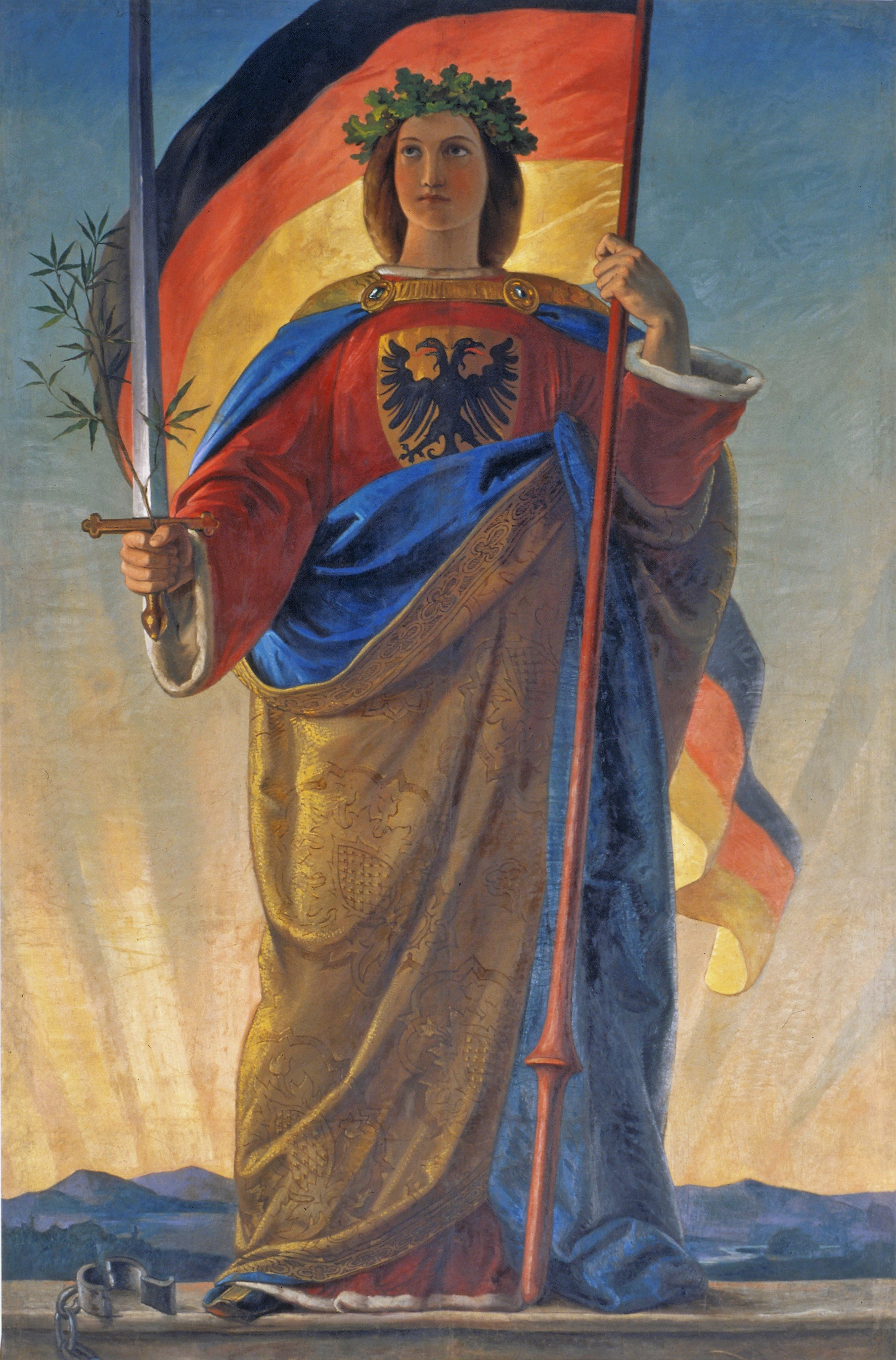
필리프 바이트가 그린 게르마니아. 1848년 그림.

게르마니아(Germania)는 독일 혹은 독일인을 의인화한 것이다. 낭만주의 시대와 1848년 혁명 때 처음으로 나타났으며, 나중에는 독일 제국을 가리키는 용어로 사용되었다. 게르마니아는 보통 황실 보검(Reichsschwert)을 들고 있는 여성으로 묘사된다. 또한, 신성 로마 제국의 황제들이 전통적으로 머리에 쓰는 왕관을 쓴 모습으로도 묘사되기도 한다. 그리고 이따금씩 붉은 빛의 긴 금발 머리를 휘날리며, 중세 시대의 갑옷과 방패를 착용하는 모습으로 묘사된다. 그리고 방패에는 흑곰이나 검독수리 문장이 새겨져 있다. 1871년 이전에는 근대 독일의 국기였던 검은색과 빨간색 그리고 노란색의 삼색기를 들고 있는 모습으로 그려졌지만, 1871년 이후에서는 독일 제국의 국기였던 검은색과 하얀색 그리고 빨간색의 삼색기를 들고 있는 모습으로 그려졌다.

## 각 상징물의 의미
| 상징물                      | 의미                                           |
| --------------------------- | ---------------------------------------------- |
| 끊어진 사슬                 | 압제로부터의 해방                              |
| 검독수리와 흉갑             | 독일 제국의 국장                               |
| 떡갈나무잎으로 엮은 월계관  | 영웅적 행위                                    |
| 칼                          | 강력한 힘                                      |
| 칼과 함께 쥐어진 나뭇가지   | 평화와 화목                                    |
| 검은색, 붉은색, 황금색 삼색 | 1848년 자유애국주의와 독일 각 주 영주들의 깃발 |
| 뒷배경의 떠오르는 태양      | 새로운 시대의 도래                             |

## 회화

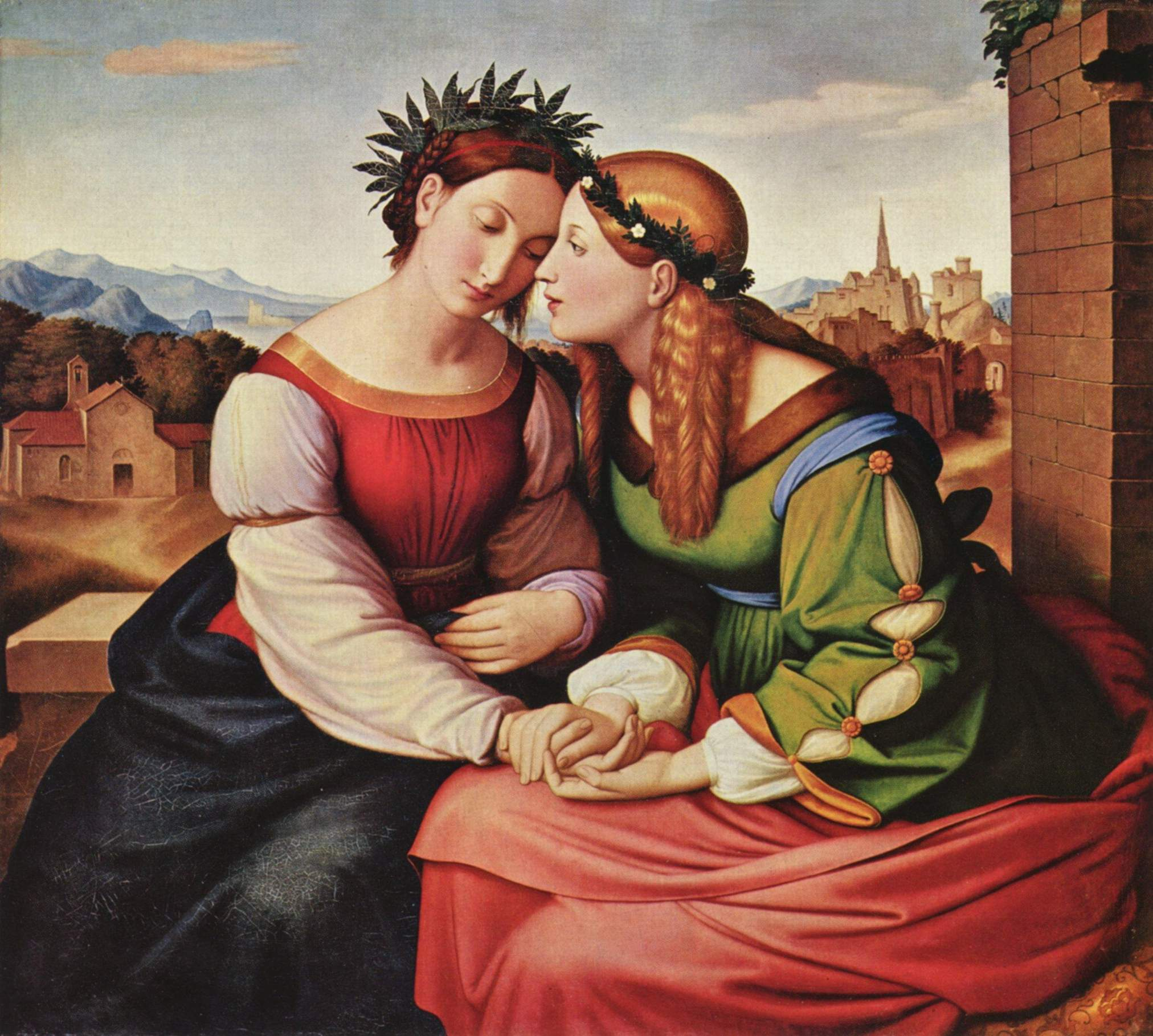
요한 프리드리히 오버베크가 그린 ‘이탈리아와 게르마니아.’ 1828년.
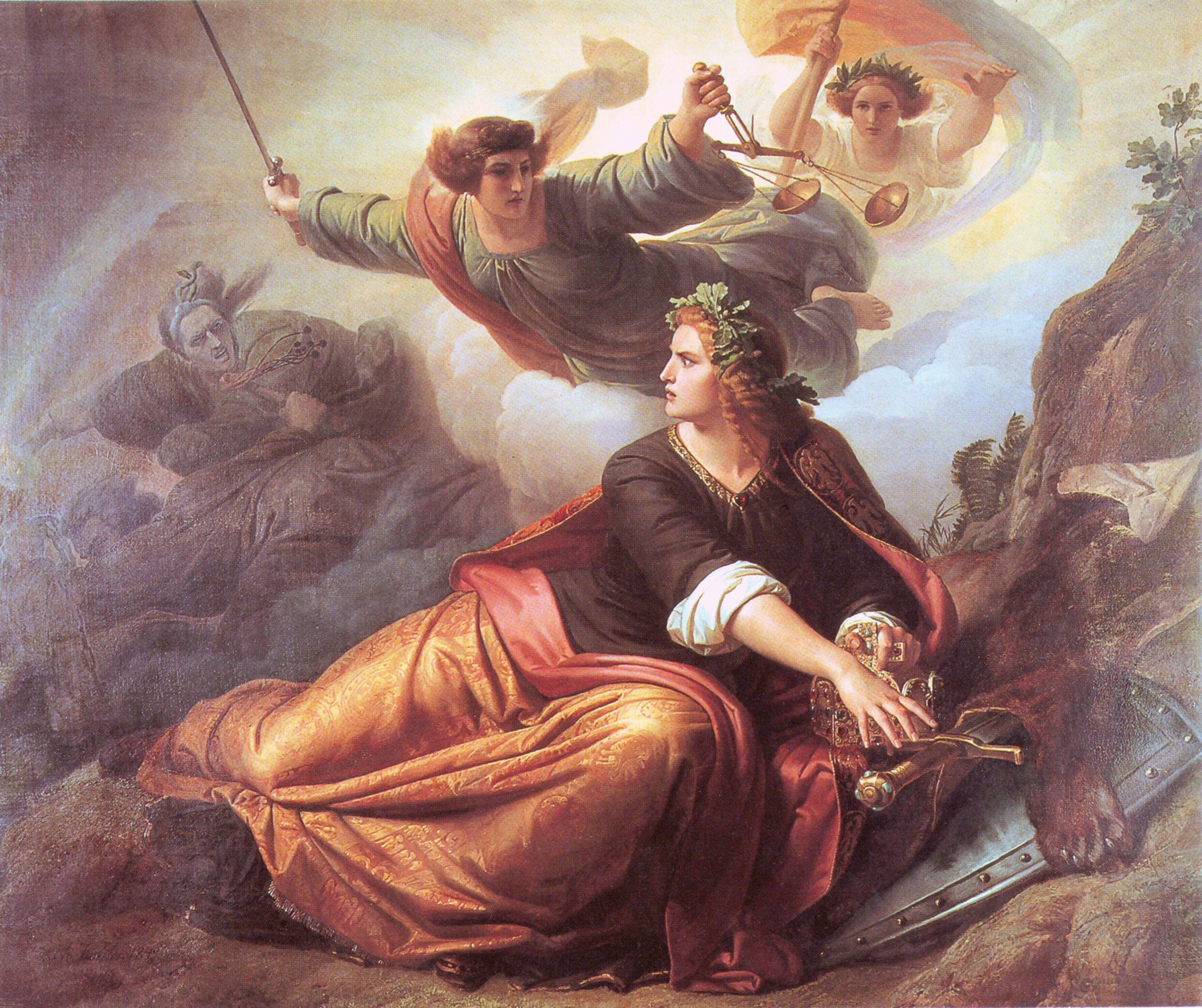
크리스티안 쾰러가 그린 ‘잠자리에서 깨어나는 게르마니아.’ 1849년.
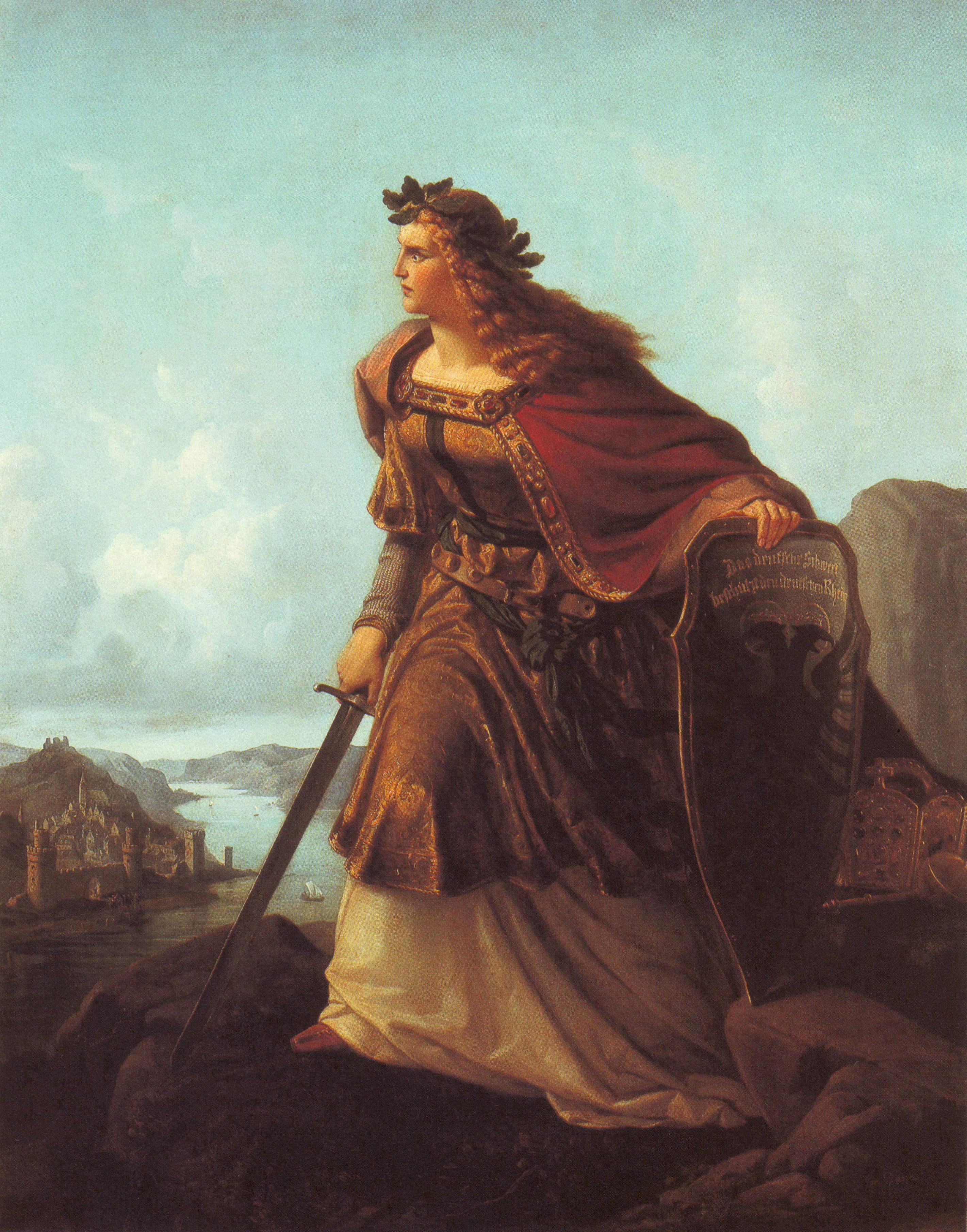
로렌츠 클라젠이 그린 ‘라인 강에서 파수하는 게르마니아.’ 1860년.
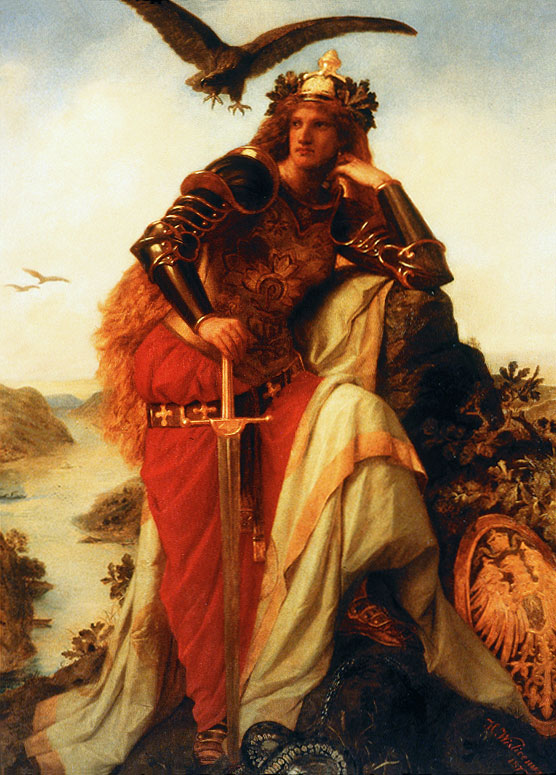
헤르만 비슬리세누스가 그린 ‘라인 강에서 파수하는 게르마니아.’ 1873년.
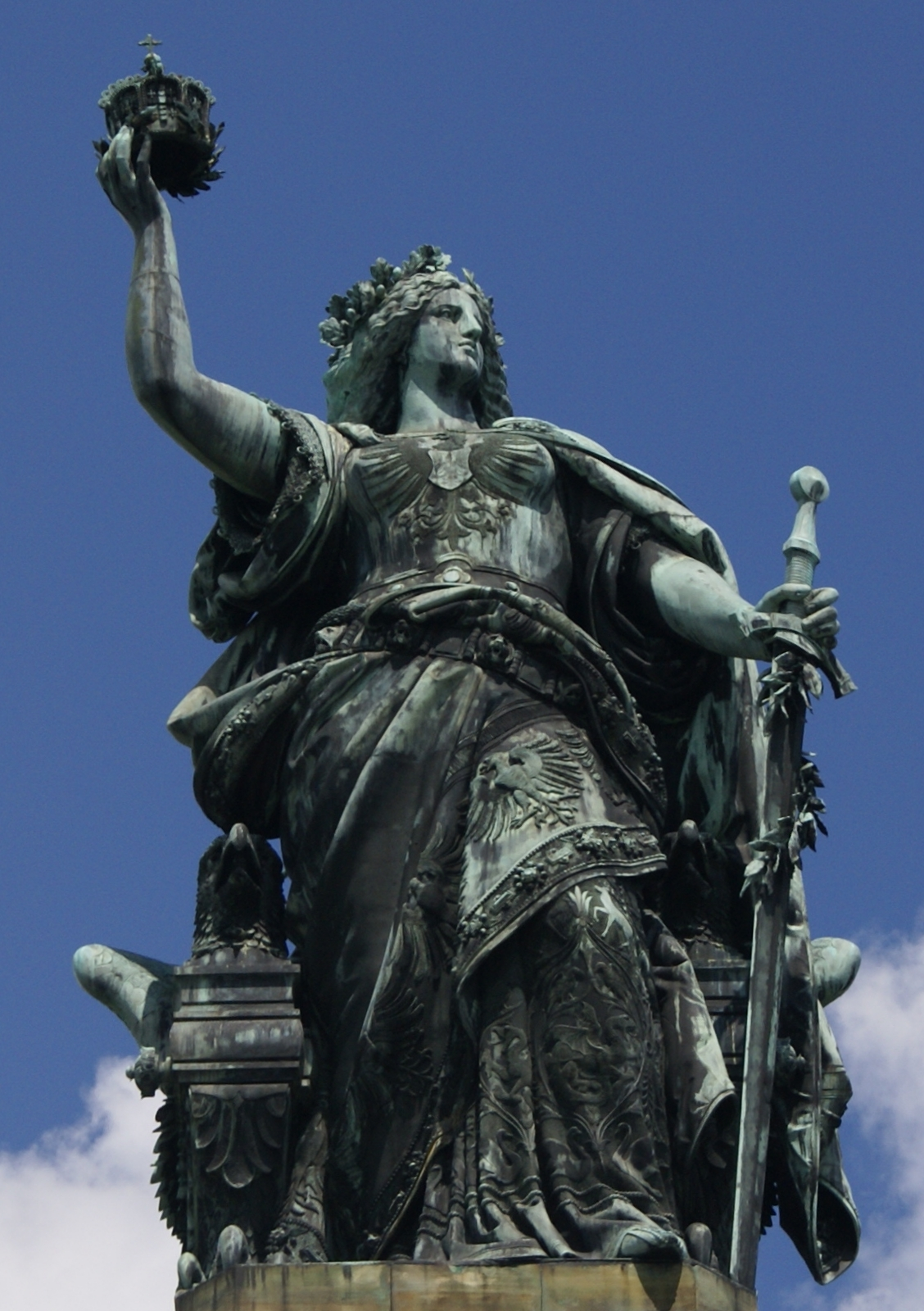
요한네스 실링이 1877년~1883년에 만든 게르마니아 조각상. 뤼데스하임 역 근처에 있는 독일 통일 기념비의 일부.
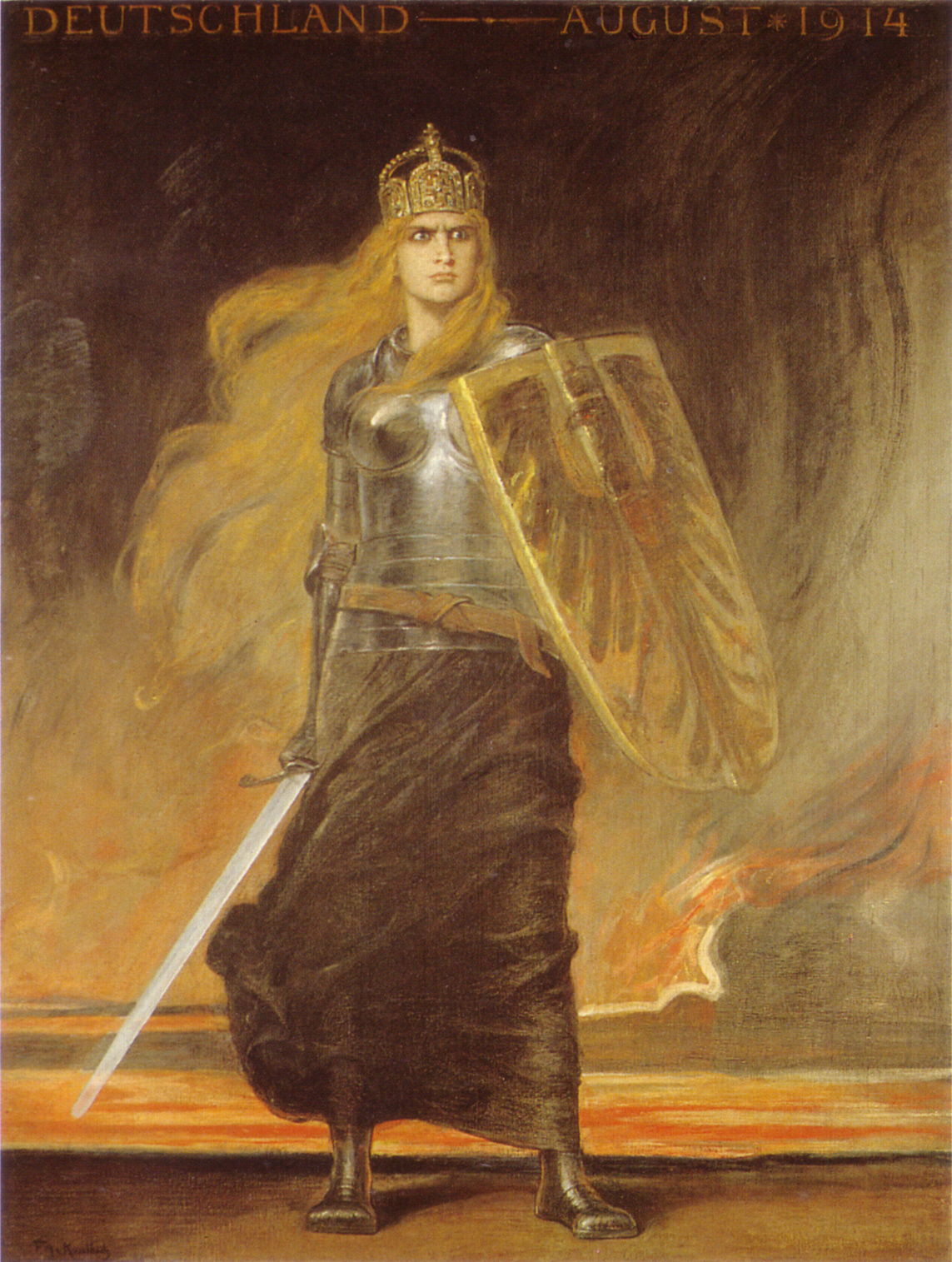
프리드리히 아우구스트 폰 카울바흐가 그린 ‘1914년 게르마니아.’
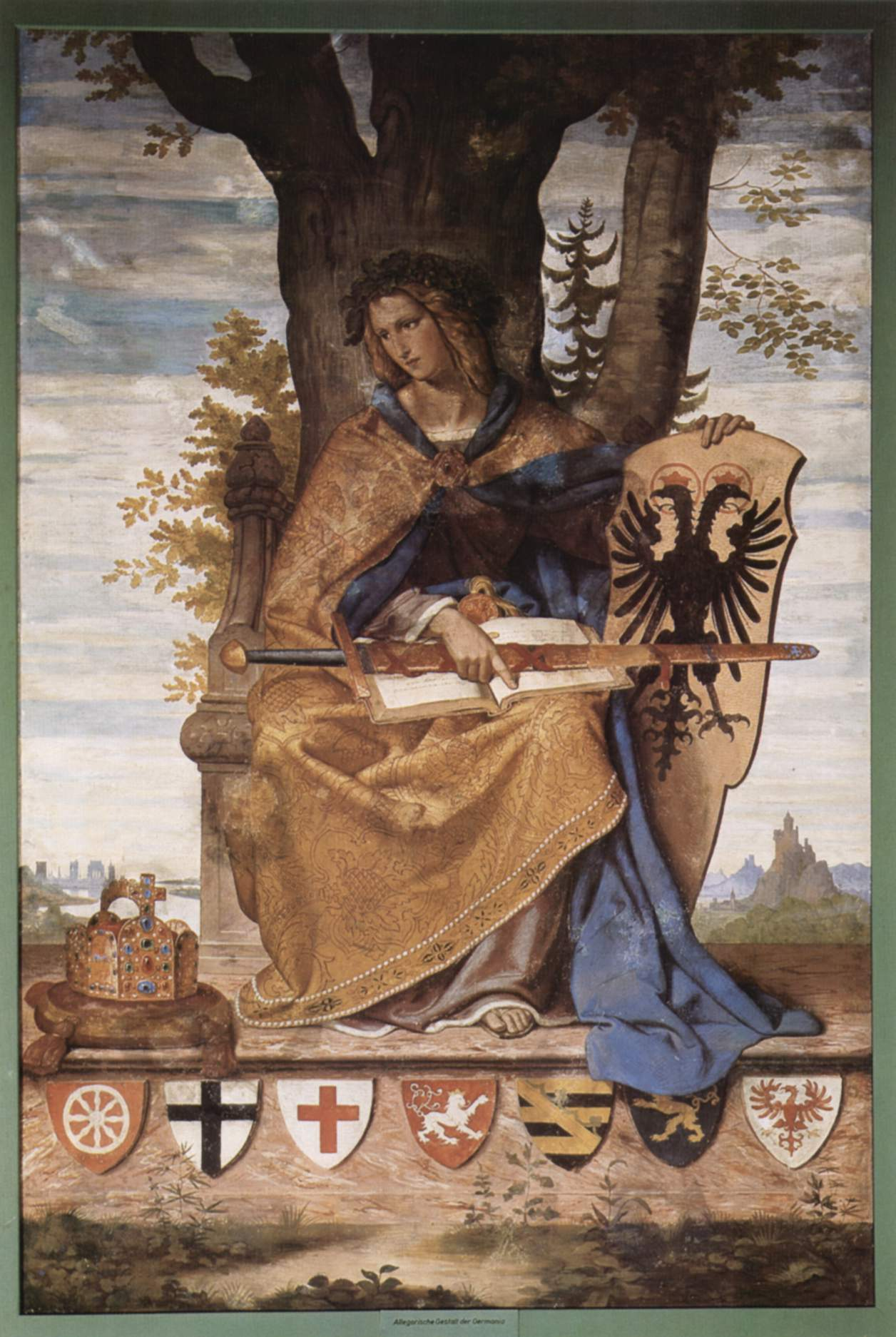
필리프 바이트가 1834년~1836년에 그린 프레스코화.

## 같이 보기
- 독일의 국기
- 독일의 국장